# Mariano Hood
Pour les articles homonymes, voir Hood.
Mariano Hood, né le 14 août 1973 à Buenos Aires, est un joueur de tennis professionnel argentin. Il a consacré sa carrière au double.
Sa meilleure performance en Grand Chelem est un quart de finale à Roland-Garros en 2003 et en 2005. Il fut contrôlé positif au finasteride en 2006 puis suspendu par la Fédération internationale de tennis pour un an. Il s'est défendu de ses accusations de dopage en expliquant qu'il consommait depuis neuf ans des pilules censées lutter contre la calvitie. Il revient à la compétition en 2008.

## Palmarès

### En double messieurs
| 13 titres en double | 0 G. Chelem | 0 G. Chelem | 0 G. Chelem | 0 G. Chelem | 0 Masters | 0 Masters | 0 Masters   | 0 Masters   | 0 Masters 1000 | 0 Masters 1000 | 0 Masters 1000 | 0 Masters 1000 | 0 ATP 500           | 0 ATP 500           | 0 ATP 500           | 0 ATP 500           | 13 ATP 250          | 13 ATP 250          | 13 ATP 250     | 13 ATP 250     | 0 JO           | 0 JO           | 0 JO           | 0 JO           |
| 13 titres en double | 0 sur dur   | 0 sur dur   | 0 sur dur   | 0 sur dur   | 0 sur dur | 0 sur dur | 0 sur gazon | 0 sur gazon | 0 sur gazon    | 0 sur gazon    | 0 sur gazon    | 0 sur gazon    | 13 sur terre battue | 13 sur terre battue | 13 sur terre battue | 13 sur terre battue | 13 sur terre battue | 13 sur terre battue | 0 sur moquette | 0 sur moquette | 0 sur moquette | 0 sur moquette | 0 sur moquette | 0 sur moquette |

## Parcours dans les tournois duGrand Chelem

### En simple
N'a jamais participé à un tableau final.

### En double
| Année | Open d'Australie              | Open d'Australie        | Internationaux de France    | Internationaux de France  | Wimbledon                     | Wimbledon               | US Open                      | US Open                   |
| ----- | ----------------------------- | ----------------------- | --------------------------- | ------------------------- | ----------------------------- | ----------------------- | ---------------------------- | ------------------------- |
| 1998  | —                             | —                       | 1/8 de finale S. Prieto     | P. Galbraith B. Steven    | 1er tour (1/32) S. Prieto     | P. Albano N. Lapentti   | 1er tour (1/32) S. Prieto    | F. Bergh P. Nyborg        |
| 1999  | 1er tour (1/32) S. Prieto     | S. Draper L. Hewitt     | 1/8 de finale S. Prieto     | W. Arthurs A. Kratzmann   | 1er tour (1/32) S. Prieto     | S. Lareau A. O'Brien    | 2e tour (1/16) S. Prieto     | J. Novák D. Rikl          |
| 2000  | 1er tour (1/32) S. Prieto     | S. Aspelin J. Landsberg | 1er tour (1/32) S. Prieto   | J. Oncins D. Orsanic      | 1er tour (1/32) S. Prieto     | M. Bhupathi D. Prinosil | 2e tour (1/16) J. Waite      | E. Ferreira R. Leach      |
| 2001  | 1er tour (1/32) J. Velasco Jr | L. Arnold Ker G. Etlis  | 1er tour (1/32) S. Prieto   | J. Björkman T. Woodbridge | 1er tour (1/32) M. Rodríguez  | K. Kim G. Weiner        | 1er tour (1/32) S. Prieto    | D. Hrbatý V. Voltchkov    |
| 2002  | 2e tour (1/16) G. Etlis       | E. Ferreira R. Leach    | 1/8 de finale S. Prieto     | M. Knowles D. Nestor      | 1er tour (1/32) D. Melo       | J.-M. Gambill G. Oliver | 1er tour (1/32) S. Prieto    | A. Hadad A.-U.-H. Qureshi |
| 2003  | 1er tour (1/32) A. Sá         | M. Knowles D. Nestor    | 1/4 de finale L. Arnold Ker | W. Arthurs P. Hanley      | 1er tour (1/32) L. Arnold Ker | M. Damm C. Suk          | 1/8 de finale L. Arnold Ker  | M. Bhupathi M. Mirnyi     |
| 2004  | 1er tour (1/32) L. Arnold Ker | R. Nadal T. Robredo     | 2e tour (1/16) S. Prieto    | X. Malisse O. Rochus      | 2e tour (1/16) S. Prieto      | J.-F. Bachelot A. Pavel | 2e tour (1/16) L. Arnold Ker | J. Gimelstob G. Oliver    |
| 2005  | 2e tour (1/16) M. García      | J. Melzer A. Waske      | 1/4 de finale M. Damm       | M. Knowles D. Nestor      | 2e tour (1/16) M. Damm        | K. Beck J. Levinský     | 1er tour (1/32) J. Gimelstob | V. Hănescu R. Sabău       |
| 2006  | —                             | —                       | —                           | —                         | —                             | —                       | —                            | —                         |
| 2007  | —                             | —                       | —                           | —                         | —                             | —                       | —                            | —                         |
| 2008  | —                             | —                       | —                           | —                         | —                             | —                       | —                            | —                         |
| 2009  | 1er tour (1/32) F. González   | B. Bryan M. Bryan       | —                           | —                         | —                             | —                       | —                            | —                         |

N.B. : le nom du ou de la partenaire se trouve sous le résultat ; le nom des ultimes adversaires se trouve à droite.

### En double mixte
| Année | Open d'Australie      | Open d'Australie             | Internationaux de France | Internationaux de France | Wimbledon                  | Wimbledon                 | US Open | US Open |
| ----- | --------------------- | ---------------------------- | ------------------------ | ------------------------ | -------------------------- | ------------------------- | ------- | ------- |
| 1999  | 1er tour Paola Suárez | Debbie Graham Ellis Ferreira |                          |                          |                            |                           |         |         |
| 2005  |                       |                              |                          |                          | 1/4 de finale Gisela Dulko | T. Perebiynis Paul Hanley |         |         |

N.B. : le nom de la partenaire se trouve sous le résultat ; le nom des ultimes adversaires se trouve à droite.